# Раку (Харгіта)
Раку (рум. Racu) — село у повіті Харгіта в Румунії. Адміністративний центр комуни Раку.
Село розташоване на відстані 225 км на північ від Бухареста, 10 км на північ від М'єркуря-Чука, 89 км на північ від Брашова.

## Населення
За даними перепису населення 2002 року у селі проживали 1066 осіб, з них 1063 особи (99,7%) угорців. Рідною мовою 1063 особи (99,7%) назвали угорську.